# Маклашин, Борис Владимирович
Бори́с Влади́мирович Макла́шин (23 января 1953, Куйбышев, РСФСР, СССР) ― советский и российский деятель культуры, художник, член Союза художников СССР. Директор Йошкар-Олинского художественного училища (с 2000). Член правления Марийского регионального отделения Союза художников России (с 1995). Заслуженный работник культуры Российской Федерации (2012). Заслуженный художник Республики Марий Эл (2002).

## Биография
Родился 23 января 1953 года в Самаре.
В 1973 году окончил Пензенское художественное училище, а в 1983 году ― Московское высшее художественно-промышленное училище с отличием.
С 1983 года ― преподаватель специальных, общепрофессиональных дисциплин, в 1988―1996 годах ― председатель предметно-цикловой комиссии, с 2000 года ― директор Йошкар-Олинского художественного училища. 
Его брат ― заслуженный врач России и Марий Эл Валерий Маклашин. 
В настоящее время живёт и работает в г. Йошкар-Оле.

## Художественное творчество
Член Союза художников СССР с 1990 года.  
Его дипломная работа в МГХПУ имени С. Г. Строганова получила диплом Международной Выставки в Афинах. 
Известен как мастер гобелена и пейзажной живописи. Его творчество посвящено воспеванию природы средней полосы России, богатой лесами и озёрами Республики Марий Эл. Художника отличает своеобразный, индивидуальный характер живописи. Манера его письма основана на сочетании методологии русского реализма в изобразительном искусстве и новых приёмов фактурной живописи. Автор декоративных панно «У озера» (1982), «Искусство» (1983), гобеленов «Заморозки» (1987), «Савария» (1988), занавеса для кинотеатра «Россия» (1988) и др.
Является участником ряда всесоюзных, зональных, областных и республиканских выставок. В 2004 году его выставка творческих работ экспонировалась в Пекине. В 2003, 2013 и 2023 годах в Йошкар-Оле прошли его персональные выставки. 
Являлся членом правления Марийского регионального отделения Союза художников России, членом Геральдического Совета при Президенте Республики Мари Эл, Комиссии по сохранению и развитию декоративно-прикладного искусства, народных промыслов и ремёсел при Правительстве Республики Марий Эл, членом Совета директоров учреждений среднего профессионального образования Республики Марий Эл, членом экспертной комиссии при отделе «К» МВД Марий Эл
Работы Б. В. Маклашина хранятся в музеях России, Эстонии, Литвы, Германии, Голландии, Великобритании, США и Китая.  
За многолетнюю активную творческую работу и вклад в изобразительное искусство Республики Марий Эл в 2002 году ему присвоено почётное звание «Заслуженный художник Республики Марий Эл». В 2012 году ему присвоено почётное звание «Заслуженный работник культуры Российской Федерации». Награждён Серебряной медалью имени В. В. Верещагина Российской академии художеств.

## Признание
- Заслуженный работник культуры Российской Федерации (2012)[1][2][4]
- Заслуженный художник Республики Марий Эл (2002)[1][2][4]
- Серебряная медаль имени В. В. Верещагина РАХ (2007)[2][4]